# Woonsocket (Rhode Island)
Woonsocket é uma cidade localizada no estado americano de Rhode Island, no condado de Providence. Foi fundada em 1867 e incorporada em 1888.

## Geografia
De acordo com o United States Census Bureau, a cidade tem uma área de 20,5 km², onde 20 km² estão cobertos por terra e 0,5 km² por água.

## Demografia
Segundo o censo nacional de 2010, a sua população é de 41 186 habitantes e sua densidade populacional é de 2 054,52 hab/km². É a cidade que, em 10 anos, teve a maior redução populacional do condado Providence. Possui 19 214 residências, que resulta em uma densidade de 958,47 residências/km².